# Scymnus caudalis
Scymnus caudalis är en skalbaggsart som beskrevs av Leconte 1850. Scymnus caudalis ingår i släktet Scymnus och familjen nyckelpigor. Inga underarter finns listade i Catalogue of Life.